# 29463 Бенджамінпірс
29463 Бенджамінпірс (29463 Benjaminpeirce) — астероїд головного поясу, відкритий 2 жовтня 1997 року.
Тіссеранів параметр щодо Юпітера — 3,337.
Названий на честь американського математика Бенджаміна Пірса.